# حارة الشعبي (الشيخ عثمان)
حارة الشعبي هي إحدى حارات حي أول مايو الواقع بمديرية الشيخ عثمان التابعة لمحافظة عدن، بلغ تعداد سكانها 3058 نسمة حسب تعداد اليمن لعام 2004.